# Чёрная кровь
«Чёрная кровь» — совместное произведение популярных советских и российских фантастов Ника Перумова и Святослава Логинова. Произведение относится к жанру «роман-фэнтези каменного века» и основано на славянской мифологии. По словам авторов, было «взаимное желание создать что-нибудь „в русском духе“» о тех временах «когда и Баба-Яга, и Кащей Бессмертный, и кот Баюн были — вполне возможно — не только и не столько сказочными персонажами, а даже осязаемыми соседями тех, кто дал начало любимым сказкам». Роман вместе с романом-продолжением «Чёрный смерч» образует цикл «Фэнтези каменного века».

## Сюжет
Люди из рода Зубра долгие годы жили достаточно мирно и спокойно, владея обширными землями. Случались, конечно, набеги соседних племён, а то и нелюдей-чужинцев, иногда приходилось даже с могучими чудищами сражаться, но род по-прежнему был крепок и силён. Но пришла всё же беда и к ним — из-за засухи едва не погиб урожай, обмелели реки, а из неведомых дальних земель пришёл новый враг — племя карликов, подчинивших и оседлавших гигантских птиц-диатрим. Не удалось людям одолеть противника, пришлось уходить на новые земли. Но и там покоя им не будет, если не удастся юному воину Таши, его возлюбленной Унике и безрукому колдуну Ромару выяснить, что же стало причиной всех этих несчастий.

## Награды и номинации
- Интерпресскон-1997: номинация на премию за произведение крупной формы[5].
- Странник-1997: номинация на премию за произведение в жанре фэнтези «Меч в камне»[6].